# Дон Норман
Дональд Артур Норман (англ. Donald Arthur Norman, 25 грудня 1935) — американський дослідник, професор і автор. Норман — директор Лабораторії Дизайну в Каліфорнійському університеті в Сан-Дієго.
Він відомий своїми книгами з дизайну, особливо Дизайн звичних речей. Він широко відомий за його досвід в області дизайну, ергономічного проектування (англ. usabillity engineering) та когнітивної науки.
Він є співзасновником і консультантом Nielsen Norman Group. Він також є співробітником IDEO і членом Опікунської ради Інституту дизайну в Чикаго. Він має звання почесного професора когнітивної науки в Каліфорнійському університеті в Сан-Дієго.
Норман є активним заслуженим гостьовим професором в Корейському науково-технічному інституті (KAIST), де він проводить два місяці на рік.
Більша частина роботи Нормана передбачає пропаганду розробки, орієнтованої на користувача.
Його книги мають основну мету — розвиток галузі дизайну, від дверей до комп'ютерів. Норман сприйняв суперечливу позицію, стверджуючи, що дослідницьке товариство дизайну мало впливає на інновації продуктів, і хоча вчені можуть допомогти в переробці існуючих продуктів.
З цією метою Норман назвав свій сайт ініціалізмом порогом розрізнення (англ. JND), щоб відмітити його зусилля, аби змінити ситуацію.

## Початок кар'єри вченого
У 1957 році Норман отримав ступінь бакалавра наук з комп'ютерної науки та техніки (EECS) у Массачусетському технологічному інституті. Норман продовжив навчання в коледжі до 1962 року, в процесі навчання здобув ступінь магістра наук з комп'ютерної науки та техніки (EECS) і ступінь доктора філософії з математичної психології в Пенсильванському університеті.
Після закінчення університету, Норман взяв докторантуру в Центрі когнітивних досліджень в Гарвардському університеті і протягом року став лектором.
Після чотирьох років роботи в Центрі Норман отримав посаду доцента кафедри психології Каліфорнійського університету в Сан-Дієго. Норман застосував свою освіту інженера і комп'ютерного вченого, а також експериментального і математичного психолога, до нової дисципліни когнітивної науки. Норман врешті-решт став засновником кафедри когнітивної науки і головою кафедри психології.
У Каліфорнійському університеті в Сан-Дієго Норман був засновником Інституту когнітивної науки і одним з організаторів Товариства когнітивних наук (разом з Роджером Шанком, Алланом Коллінсом та іншими), який провів свою першу зустріч в кампусі Каліфорнійського університету в Сан-Дієго в 1979 році.
Разом з психологом Тімом Шаллісом, Норман запропонував основу для уважного контролю виконавчих функцій. Однією з компонентів моделі Норман-Шаллісе є система  контролю уваги.

## Заняття когнітивним проектуванням
Норман здійснив перехід від когнітивної науки до когнітивної інженерії, потрапивши на поле, як консультант і письменник. Завдяки його статті «Правда про Unix: жахливий користувацький інтерфейс» в Datamation(1981), він зайняв видатну позицію в комп'ютерному світі. Незабаром після цього, його кар'єра вийшла за межі академічних кіл, хоча до 1993 року він був активним у Каліфорнійському університеті в Сан-Дієго. Норман продовжував свою роботу з подальшого розвитку дизайну, орієнтованого на людину, працюючи в численних університетських та урядових консультативних радах, таких як Агентство передових оборонних дослідницьких проектів США(англ. Defense Advanced Research Projects Agency). В даний час він працює в численних комітетах і консультативних радах в, таких як Motorola, Національний технологічний коледж Toyota, [[TED (конференція)|TED конференція (абревіатура від англ. Technology Entertainment Design; Технології, Розваги, Проекти)]], Panasonic Corporation, Британська енциклопедія (англ. British Encyclopaedia), і багато іншого.
Норман також був частиною команди, яку вибрали для розслідування ядерної аварії на острові Трі-Майл-Айленд в 1979 році.
У 1993 році Норман залишив Каліфорнійський університет у Сан-Дієго, щоб приєднатися до компанії Apple, спочатку, як співробітник Apple, як архітектор досвіду користування(англ. User Experience)(перше використання фрази «User Experience» у назві роботи), а потім як віце-президент групи передових технологій Apple(англ. Apple Advanced Technology Group). Пізніше він працював у компанії Hewlett-Packard, перш ніж приєднатися до Якоба Нільсена для створення Nielsen Norman Group у 1998 році. Він повернувся в академію, як професор інформатики в Північно-західному університеті, де до 2010 року був спів-директором Segal Design Institute. У 2014 році він повернувся до Каліфорнійського університету в Сан-Дієго, щоб стати директором лабораторії дизайну, розташованої в Каліфорнійському інституті телекомунікацій та інформаційних технологій.
Норман отримав багато нагород за свою роботу. Він отримав почесний ступінь в Падуанському університеті в Падуї, Італія. У 2001 році він був призначений дійсним членом асоціації обчислювальної техніки, а в 2006 році отримав медаль Бенджаміна Франкліна «Комп'ютерні та когнітивні науки». У 2009 році Норман був обраний Почесним учасником Товариства дизайнерських досліджень.
У 2014 році Норман повернувся до Каліфорнійського університету в Сан-Дієго, як новопризначений директор лабораторії дизайну.

## Nielsen Norman Group
Норман, разом з колегою Якобом Нільсеном, у 1998 році сформував Nielsen Norman Group. Мета компанії полягає в тому, щоб допомогти іншим компаніям рухатися в бік більш орієнтованих на людину продуктів і інтернет-взаємодій.

## Цитати
- «Академікам платять за розумність, а не за правильність.(англ. Academics get paid for being clever, not for being right).»[20]
- «Гарний дизайн насправді набагато важче помітити, ніж поганий дизайн, частково тому, що гарний дизайн відповідає нашим потребам так добре, що дизайн невидимий.(англ. Good design is actually a lot harder to notice than poor design, in part because good designs fit our needs so well that the design is invisible.)»[21]
- «Блискуче вирішення неправильної проблеми може бути гірше, ніж жодне рішення: вирішити правильну проблему.(англ. A brilliant solution to the wrong problem can be worse than no solution at all: solve the correct problem).»[21]

## Дизайн, орієнтований на користувача
У своїй книзі Дизайн звичних речей Норман використовує термін дизайн, орієнтований на користувача для опису дизайну, що ґрунтується на потребах користувача, залишивши осторонь те, що він вважає вторинними проблемами, як естетика. Дизайн, орієнтований на користувача, передбачає спрощення структури завдань, зрозуміння речей, отримання права на відображення, використання обмежень, розробку помилок, пояснення можливостей і сім етапів дії. Крім того, Норман обговорює тісно пов'язаний термін «дизайн, орієнтований на людину».
У своїй книзі «Речі, які роблять нас розумними: захист людського атрибуту в епоху машини», Норман використовує термін «когнітивні артефакти» для опису "тих штучних пристроїв, які підтримують, демонструють, або оперують інформацією для того, щоб служити репрезентативній функції і впливають на пізнавальну діяльність людини ". Подібно до своєї книги Дизайн звичних речей, Норман виступає за розвиток машин, які відповідають нашому розуму, замість того, щоб наші розуми відповідали машині.